# Plagiopholis
Plagiopholis es un género de serpientes de la subfamilia Pseudoxenodontinae. Sus especies se distribuyen por  el Sudeste Asiático continental.

## Especies
Se reconocen las siguientes:
- Plagiopholis blakewayi Boulenger, 1893
- Plagiopholis delacouri Angel, 1929
- Plagiopholis nuchalis (Boulenger, 1893)
- Plagiopholis styani (Boulenger, 1899)
- Plagiopholis unipostocularis Zhao, Jiang & Huang, 1978